# 程丛夫

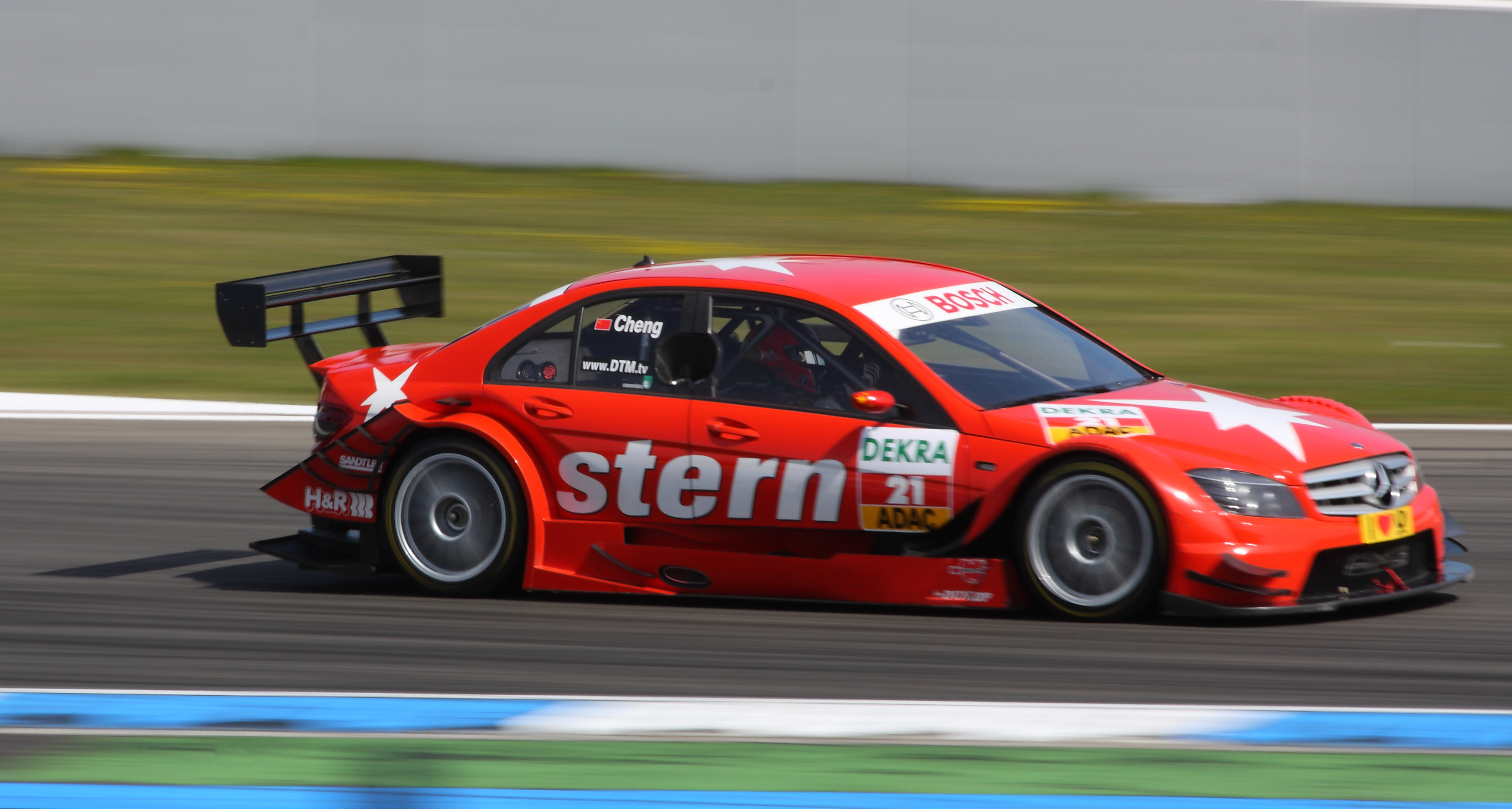
程叢夫在德国

程叢夫（1984年8月15日—）是中國賽車手。

## 生平
出生於中國北京，自小喜歡賽車，並多次獲得亞洲及全國小型賽車冠軍。2001年10月中旬成為英格蘭福特方程式提姆車隊的車手，是中國內地第一個走出國門加盟歐洲方程式車隊的車手，多次獲得中國方程式冠軍、亞洲雷諾方程式冠軍。
後來程叢夫與英國邁凱輪車隊簽約，接受一級方程式車手的訓練，可望成為首位中國土生土長的F1車手。
2006-2007年度的A1GP方程式世界杯中國隊首席車手。
2007年度參與英國三級方程式N組，截至20回合，以267分名列第二位
同年參與了比利時舉行的三級方程式大師賽，因機械故障而僅名列19。
2007-2008年度夥拍香港車手李英健參與A1GP方程式世界杯，為中國國家隊首席車手，於珠海站短程衝刺賽取得第三名，為中國國家隊第二次登上頒獎台。
2013年6月22日至6月23日，在勒芒24小时耐力赛中，程丛夫為Rebellion车队參加比赛，还一度领跑LMP1非厂商组。但是到了比赛后半段，由于路面上有沙的缘故，程丛夫所在的13号赛车在由比力奇驾驶时，在米其林弯失控上墙，比力奇受轻伤。赛车也送回了维修区检修。最终，程丛夫和巴赫、比力奇驾驶的13号车位列第七。

## 外部連結
- 程丛夫小传 (McLaren.cn) （页面存档备份，存于）